# Берег Шеклтона
Бе́рег Ше́клтона (англ. Shackleton Coast) — часть побережья Антарктиды, северо-восточный склон Трансантарктических гор, обрамляющий шельфовый ледник Росса между 80°30' и 83°30' южной широты.
Берег Шеклтона представляет собой почти непрерывную цепь горных хребтов протяжённостью около 350 км, которые разделены между собой выводными ледниками. Вершины некоторых хребтов (в частности, хребта Холленд) местами превышают 3 000 м. Склоны гор отделены от шельфового ледника Росса отвесными ледяными обрывами и широкими трещинами.
Берег был открыт экспедицией Роберта Скотта в 1902 году. Назван в 1961 году в честь британского исследователя Эрнеста Шеклтона.